# Чужа раса
«Чужа раса» — кінофільм 2005 року.

## Зміст
У лісах Каліфорнії падає невідомий об'єкт із космосу. Першими на місце прибувають бійці спецпідрозділу, але безслідно зникають. Послана на їхні пошуки група стикається з незрозумілими тварюками, які після перевірки виявляються колишніми спецназівцями. Залишається дуже мало часу, щоб локалізувати вогнище зараження і не допустити поширення позаземного вірусу далі, адже тоді на планеті не залишиться нікого живого.

## Ролі
| Актор          | Роль |
| -------------- | ---- |
| Юлія Алком     | -    |
| Стів Ботрайт   | -    |
| Дерріл Батлер  | -    |
| Дженні Чанг    | -    |
| Ліза Чінг      | -    |
| Брюс Фалько Чу | -    |
| Джейсон Крос   | -    |
| Джерард Елмор  | -    |

## Знімальна група
- Режисер — Скотт Лі Мейсон
- Сценарист — Garison Ellsworth Piatt, Мішель Фрідлі, Дастін Кросс
- Продюсер — Garison Ellsworth Piatt, Мішель Фрідлі, Дастін Кросс